# Berkové z Dubé
Berkové z Dubé byli starý český šlechtický rod, který se vyčlenil z rodu pánů z Dubé a jsou tak jednou z linií Ronovců. Ve své době patřili k nejbohatším rodům. Drželi majetky zejména v severních a východních Čechách, ale i na Moravě a v Kladsku. Hlavním jejich dominiem bylo Českolipsko. V roce 1637 byl rod povýšen na říšská hrabata. V českých zemích vymřel rod počátkem 18. století, potomci pobělohorských emigrantů žili dál v Sasku a ve Švédsku.

## Předkové
Ronovci svůj původ odvozují od Smila z Tuháně z konce 12. století. Jeho synové Jindřich a Častolov jsou uváděni v první půli 13. století jako bratři z Tuháně a Žitavy, kteří kraj na severu získali od panovníka. Oni a jejich synové založili další rodové větve, např. pánů z Klinštejna, pánů z Lipé, Lichtenburků a pánů z Dubé (Berkové, Adršpachové, Škopkové). Většina Ronovců podporovala krále i vojensky a také za to získávala majetek, tituly, důležité funkce v království.

Z hlediska rodiny Berků z Dubé je důležitý starší ze synů, Častolov ze Žitavy. Měl tři syny – Jindřicha, Častolova a Chvala a také dceru. Předkem pánů z Dubé je nejstarší syn Jindřich, uváděný v listinách v letech 1249 až 1290. Zprvu jako Jindřich, Hajman, pak hlavně jako Hynek z Dubé (Hynek je přes latinu přepisován pozdějšími kronikáři jako Jindřich). Tento Hynek či Jindřich měl také tři syny, Hynka, Albrechta a Čeňka.

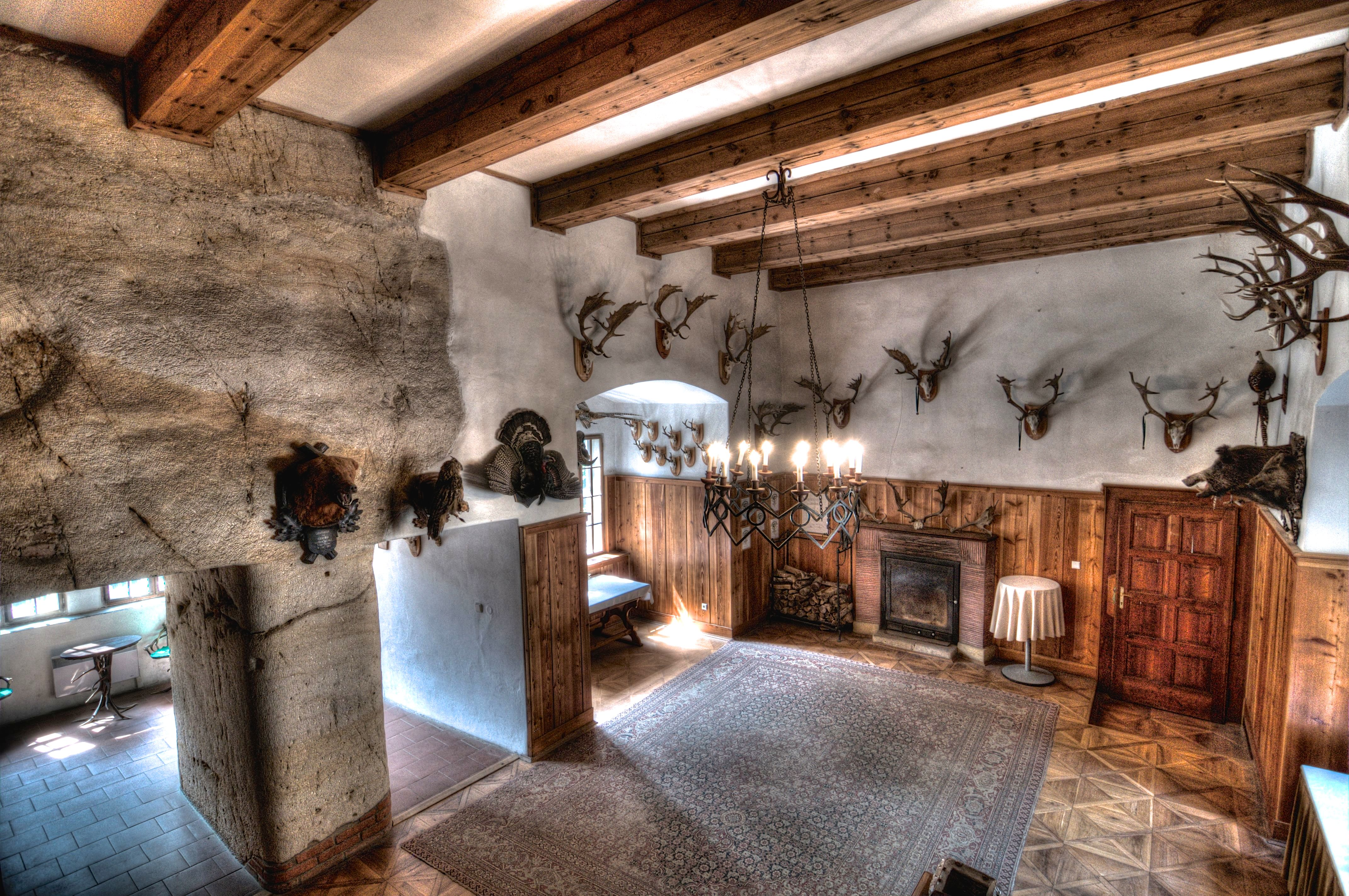
Vstupní sál hradu Houska

Nejstarší syn, Hynek (mladší) z Dubé, který je zmiňován v archiváliích z let 1276 až 1309 a zemřel před rokem 1316, měl čtyři syny:
- Půta, zvaný z Dubé, Frýdlantu, Adršpachu, doložen 1295–1318 – zakladatel rodu Adršpachů z Dubé
- Hynek Žák či Hynek Scholaris, doložen 1306–1333 – jako olomoucký biskup uváděn jako Jindřich Berka z Dubé
- Hynek Berka z Dubé, narozen asi 1297 – zakladatel rodu Berků
- Hynáček z Housky, doložen poprvé 1316, zemřel 1320[3]

## Zakladatel rodu
Hynek Berka z Dubé (pravděpodobně první s tímto přízviskem) je doložen v letech 1316–1348. Patřil mezi významné šlechtice na dvoře Jana Lucemburského a od roku 1319 či 1320 zastával až do své smrti úřad nejvyššího purkrabího. Značně rozšířil rodové statky, již za otce dosti rozsáhlé. Držel Jestřebí, Dubou, Kuřívody, Mšeno, Kokořín, po bratrech zdědil Bezděz a Housku. Přikoupil lipské a sloupské zboží, které sahalo až do Lužice. Lénem držel Honštejnsko na míšeňsko-lužickém pomezí.
Měl dva syny, kteří založili dvě linie Berků z Dubé:
- Hynek Honštejnský (Hynek Berka mladší z Dubé) – zakladatel lipské či honštejnské větve
- Jindřich Jednooký (Kuřívodský či Housecký) – zakladatel kuřívodské větve

Po smrti otce drželi bratři zpočátku berkovské statky v nedílu, po roce 1352 došlo k rozdělení majetku.

## Honštejnská linie
Při dělení mezi bratry připadlo staršímu z bratrů Hynkovi Berkovi z Dubé († 1361, bývá zmiňován jako Hynek Berka mladší) lipské a sloupské panství. Honštejnské panství s hradem Honštejn v Horní Lužici mu bylo Karlem IV. potvrzeno jako léno. Po otci také v roce 1348 převzal úřad nejvyššího purkrabího. Účastnil se korunovační jízdy Karla IV. Jeho stejnojmenní synové byli odlišováni jako Hynek Honštejnský († 1419) a Hynek Lipský († 1389).
Starší syn, Hynek Berka z Dubé a Honštejna, působil v letech 1396–1398 a 1399–1417 v úřadu nejvyššího sudího, v letech 1397–1407 zastával úřad fojta v Dolní Lužici. Patřil k zakládajícím členům panské jednoty proti Václavu IV. v roce 1394 a podporoval markraběte Jošta. Přikoupil Rumburk, Tolštejn a Šarfenštejn.
Za husitských válek byli Berkové na katolické straně. Syn Hynka Honštejnského mladšího, Jindřich Berka z Kamenice († před 1436), bojoval v roce 1423 proti Žižkovi u Hořic a podílel se na loupeživých vpádech do Lužice. Syn Hynka Lipského, Hynek Hlaváč z Dubé a Lipé († 1423), který v letech 1410–1420 zastával také úřad fojta v Horní Lužici, se zúčastnil křížové výpravy proti Praze v roce 1420, kdy mu vydal Čeněk z Vartenberka Pražský hrad, a v roce 1421 bitvy u Mostu. Roku 1422 se na jeho hradě Lipý konal sjezd protihusitské šlechty.
Během 15. století Berkové část svých držav ztratili. Sloup prodali, Českou Lípu obsadili husité, Honštejn Berkové vyměnili v roce 1443 se saským kurfiřtem Fridrichem II. Dobromyslným za panství Mühlberg na Labi. O Tolštejn přišel Albrecht Berka, když vzdoroval králi Jiřímu z Poděbrad. Později některé statky opět získal Jindřich Berka Dubský či jeho synové z kuřívodské linie.

## Kuřívodská linie

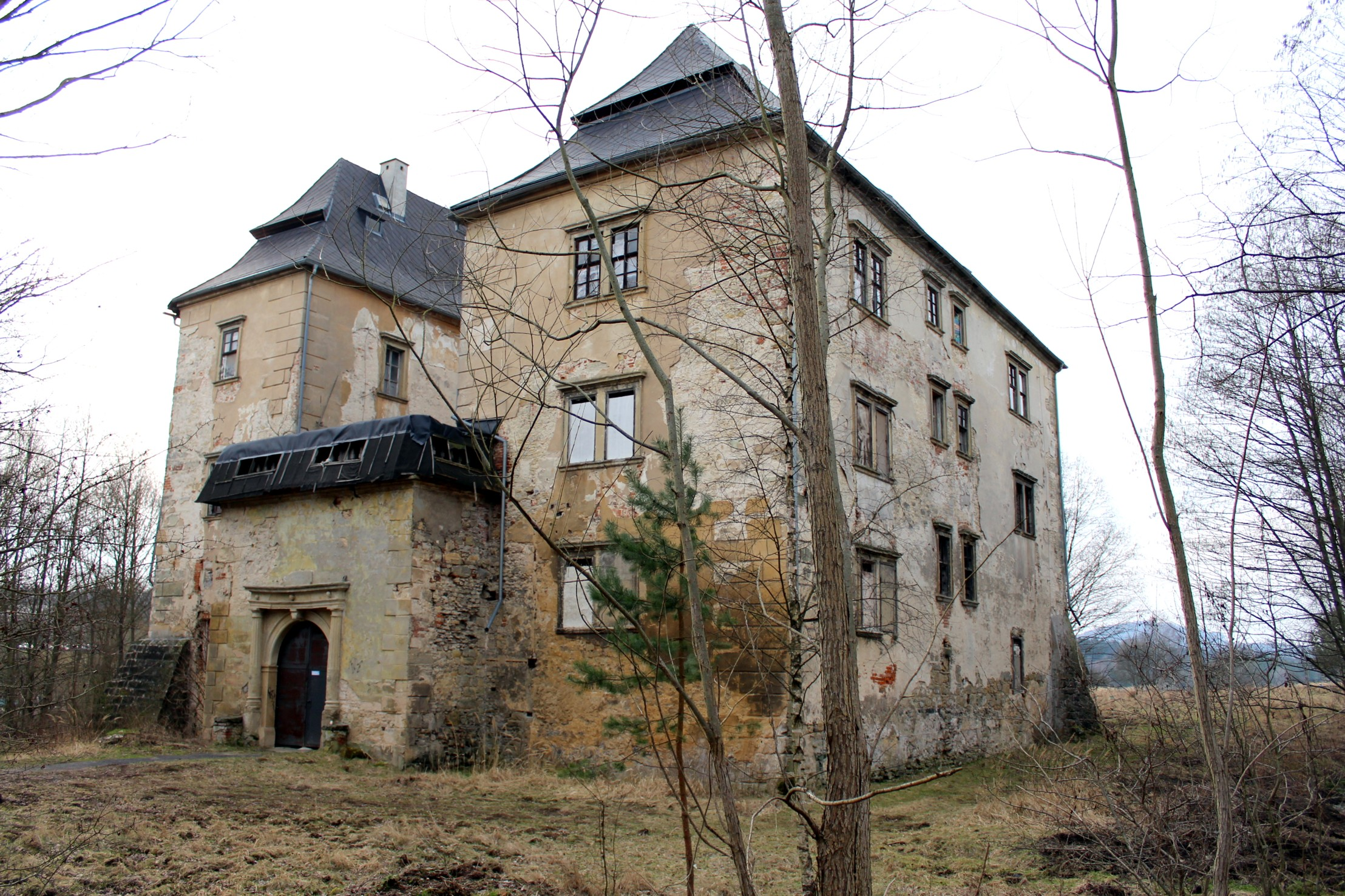
Zámek Kuřívody

Při dělení mezi bratry připadla Jindřichovi Jednookému část rodových držav zahrnující Dubou, Kuřívody, Jestřebí, Housku, Frýdlant, Milštejn a Mšeno (které později vyplatil Karel IV. ze zástavy). Od Haška z Lemberka koupil Jablonné, postavil hrady Milčany, Hrádek a Čáp. Měl sedm synů, mezi které rozdělil své statky. Tři nejstarší synové dostali Jablonné, Milštejn a Housku; Kuřívody, Jestřebí a další statky si ponechal a pak je přenechal mladším synům. Za husitských válek zůstali i tito Berkové katolíci, s výjimkou jednoho z mladších synů, Jindřicha Hlaváče z Dubé na Jestřebí († 1433), který po roce 1426 konvertoval ke kališnictví (od roku 1427 byl hejtmanem v České Lípě, kterou husiti dobyli). Berkové v dalších generacích pocházejí převážně od nejstaršího syna Hynka Dubského na Milštejně († 1413) a od dalšího z mladších synů Václava. Rozdělili se do několika větví.
Starší syn Hynka Dubského, Jaroslav Berka na Milštejně († 1432) se angažoval na protihusitské straně a posílal informace o pohybu husitských vojsk do Zhořelce. Mladší syn, Jindřich Berka z Dubé a Lipé († 1470, jinak Jindřich Dubský), zastával v letech 1454–1459 úřad karlštejského purkrabího a jeho manželkou byla sestra Jiřího z Poděbrad Eliška z Kunštátu.
Po Jindřichově smrti hospodařili jeho synové Jaroslav, Jiří, Petr a Jan zpočátku na otcovských statcích v nedílu a dále je rozšířili (do jejich majetku se vrátilo sloupské i lipské panství, přibyly Zákupy). V roce 1502 došlo k velkému dělení majetku mezi syny a vnuky Jindřicha Berky Dubského (rozdělena byla i Česká Lípa, i když některé části si ponechali ve společném užívání). Zákupy a Milštejn zůstaly v držení Berků do roku 1612, Sloup do roku 1616 a Jablonné až do roku 1706. Většina českolipského panství přešla v letech 1502–1553 do držení Vartenberků, Berkům se vrátila jen v období 1591–1616.
Z dubské a lipské větve vynikl Jaroslavův syn Zdislav Berka z Dubé a Lipé, který byl za Ludvíka Jagellonského nejvyšším sudím. Za podporu Ferdinanda I. Habsburského při volbě českým králem získal odměnou řadu hodností a úřadů: byl královským radou, nejvyšším hofmistrem (1534–1553) a fojtem Horní Lužice (1527–1549). Ač třikrát ženatý, zemřel bez potomků. Dle závěti se jeho zákupského panství ujal vnuk Jiřího Zbyněk Berka z Dubé. Jeho dědicem se stal druhorozený syn Václav, protože prvorozený Jan byl roku 1578 svým sluhou v České Lípě zavražděn. Mezi potomky Jiřího Berky patřil také pražský arcibiskup a velmistr řádu křižovníků s červenou hvězdou Zbyněk Berka z Dubé a Lipé. I další Berkové patřili k horlivým katolíkům a zůstali věrní Habsburkům. Jindřich Volf byl prezidentem české komory a získal roku 1637 hraběcí titul. Poslední mužský člen rodu, František Antonín Berka z Dubé, který zemřel v roce 1706, působil jako diplomat a byl císařským komořím, tajným radou a místodržícím Českého království.
Naproti tomu v mladší větvi rodu, která sídlila na Kuřívodech, Novém Berštejně a v Bělé pod Bezdězem, byli její poslední členové nekatolíci a zapojili se do stavovského povstání. Jak Václav starší Berka z Dubé, tak Bohuchval Berka z Dubé byli mezi direktory a po Bílé Hoře uprchli ze země. Zkonfiskovaný majetek získal v roce 1621 Albrecht z Valdštejna. Václavův syn Adam Bohumír Berka z Dubé, který v té době studoval na univerzitě v Paříži, se později marně snažil získat majetek zpět.

## Hrobky Berků z Dubé
Mnozí příslušníci rodu Berků byli pohřbeni v hrobkách v České lípě a v Zákupech.
V Zákupech vybudoval Zbyněk Berka z Dubé rodinnou hrobku v kryptě kostele sv. Fabiána a Šebestiána. Byl zde roku 1578 pohřben, spolu s manželkou a řadou potomků. V kryptě je pochováno 23 příslušníků rodu.
V České Lípě byl Berkové pohřbíváni v již neexistujícím farním kostele sv. Petra a Pavla, který stál zhruba v prostoru dnešního Škroupova náměstí. Po prvním ničivém požáru města v roce 1787 byly jeho zbytky vč. hrobek vykradeny kvůli cennostem i kovům, kosti pohřbených vyházeny na zem. Po druhém požáru byly rozebrány měšťany v okolí i zdi a celý prostor byl zastavěn. V kostele byly dvě hrobky Berků. První starší byla vybudována při vysvěcení kostela roku 1490. Byl zde pohřben roku 1493 Jaroslav Berka z Dubé, vrchní sudí u dvora (z milštejnské rodové větve), dále jeho syn, pán v Zákupech Zdislav Berka z Dubé a Lipé roku 1553 a také v dubnu 1540 Jaroslavův synovec, syn Petra Berky Jiljí Berka. Druhá hrobka s kryptou byla v podzemí. Zde byli pohřbeni roku 1570 Zikmund Berka z Dubé, druhý syn Petra Berky z Dubé a roku 1594 i jeho druhá manželka Kunhuta Berková z Dubé. V červenci 1607 přibyl Adam Berka z Dubé, vnuk zmíněného Zikmunda a roku 1617 Anna, rozená Berková, provdaná Salhausenová. Zřejmě někde v tomto kostele byly hroby Jana Berky z Dubé, který byl roku 1578 zabit svým lokajem, a Jana Hovory Berky z Dubé, pána na Stružnici. Pohřben byl zde roku 1603.

## Erb

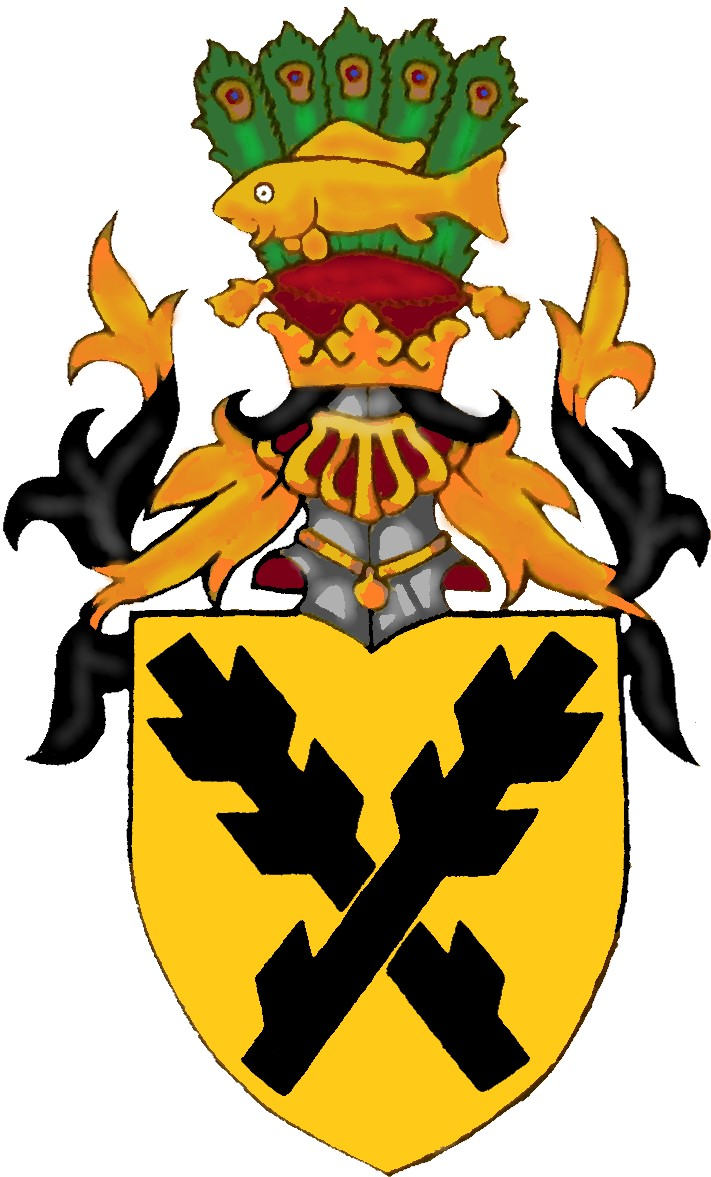
Erb Berků (ostrve jsou společným erbovním znakem všech Ronovců, tzn. pánů z Dubé a pánů z Lipé ad.)

Berkové mají v erbu, stejně jako všechny ostatní odnože Ronovců, černé sukovité větve čili ostrve ve zlatém poli. Toto znamení Ronovců pochází od německého pojmenování ostrve – Ronne. Po povýšení do hraběcího stavu vylepšili svůj erb o červený štítek s černým lvem na skále.

## Významní představitelé rodu
- Hynek Berka z Dubé, v letech 1319 až 1348 nejvyšší purkrabí, založil poddanské město Hradčany
- Jindřich Berka z Dubé (Hynek Žák), biskup olomoucký 1327–1333
- Jindřich Berka z Dubé a Lipé, karlštejnský purkrabí v letech 1454–1459
- Jindřich II. Berka II. z Dubé, (1430–1470), syn Hynka Berky z Dubé a Kateřiny z Lemberka
- Jindřich III. Berka z Dubé a na Dřevěnicích, nejvyšší zemský sudí, († 1541), syn Jiřího Berky z Dubé, náhrobní deska v Lapidáriu Národního muzea
- Jindřich Wolf Berka z Dubé, hrabě Hovora; nejvyšší komorník
- Zdislav Berka z Dubé a Lipé, zemřel v Zákupech 1553
- Ludmila Berková z Dubé, hofmistryně dětí císaře Ferdinanda I. Habsburského, provdaná za Františka III. Thurna, († 1558 v Praze), figurální bronzový náhrobek se dvěma dětmi v katedrále sv. Víta
- Zbyněk Berka z Dubé a Lipé (1551–1606), pražský arcibiskup
- Ladislav Berka z Dubé (1560–1613), od roku 1583 nejvyšší zemský komorník
- Aleš Berka z Dubé a Lipé, pán v Bělé pod Bezdězem 1582–1599
- Václav Berka z Dubé a Lipé, vlastník bezdězského panství, emigroval po Bílé Hoře [11]
- Bohuchval Berka, pán Kuřívod a Bělé, emigroval po bitvě na Bílé hoře
- Jindřich Volf Berka z Dubé, prezident české komory
- František Antonín Berka z Dubé, císařský tajný rada

## Zajímavosti
František Antonín Berka z Dubé, v Čechách poslední příslušník rodu, byl donátorem 41. kaple Svaté cesty z Prahy do Staré Boleslavi, založené roku 1674. Také byl donátorem kaple Obětování Panny Marie na Svaté Hoře u Příbrami v roce 1661.